# Associazione Sportiva Lucchese Libertas 1905 2015-2016
Questa voce raccoglie le informazioni riguardanti l'Associazione Sportiva Lucchese Libertas 1905 nelle competizioni ufficiali della stagione 2015-2016.

## Stagione
Nella stagione 2015-2016 la Lucchese disputa il trentottesimo campionato di terza serie della sua storia, prendendo parte alla Lega Pro.
L'allenatore della squadra è Francesco Baldini.
In Coppa Italia la squadra viene eliminata al primo turno dal Foggia, perdendo in trasferta 2-1 ai supplementari.
Cambia la guida tecnica della squadra dopo la sconfitta con il Santarcangelo all'ottava giornata: al posto di Francesco Baldini esonerato, subentra Giovanni Lopez.
Nella Coppa Italia di Lega Pro la squadra viene eliminata ai sedicesimi di finale dal Tuttocuoio, perdendo 2-1 ai tempi supplementari nella gara disputata a Pontedera.
Al termine della gara contro la Pistoiese, il 20 febbraio, viene esonerato Lopez. La società richiama in panchina Baldini, il quale si dimette dopo due turni, sostituito da Giuseppe Galderisi.
A campionato concluso la squadra si classifica al tredicesimo posto con 39 punti, come Santarcangelo e Pistoiese, frutto di 10 vittorie, 9 pareggi e 15 sconfitte.

## Divise e sponsor
Lo sponsor tecnico per la stagione 2015-2016 è Legea. Solo per le ultime cinque giornate di campionato lo sponsor ufficiale è stato Dì Lucca. La prima maglia è a strisce verticali rossonere con pantaloncini e calzettoni neri, la seconda maglia è bianca con una banda verticale rossonera, la terza maglia celebrativa dei 100 anni della società è di color oro. la maglia del portiere è di color blu chiaro.
| Casa | Trasferta | Terza divisa | Portiere |

## Rosa
La rosa, tratta dal sito ufficiale, è aggiornata al 2 aprile 2016. 
| N. |                      | Ruolo | Calciatore                 |
| -- | -------------------- | ----- | -------------------------- |
|    | Italia (bandiera)    | P     | Giuseppe Di Masi           |
|    | Italia (bandiera)    | P     | Riccardo Ferrara           |
|    | Italia (bandiera)    | P     | Riccardo Mengoni           |
|    | Italia (bandiera)    | D     | Errico Altobello           |
|    | Ghana (bandiera)     | D     | Nii Nortey Ashong          |
|    | Italia (bandiera)    | D     | Alex Benvenga              |
|    | Italia (bandiera)    | D     | Riccardo Calcagni          |
|    | Argentina (bandiera) | D     | Marcos Espeche (vice cap.) |
|    | Italia (bandiera)    | D     | Filippo Lorenzini          |
|    | Italia (bandiera)    | D     | Marco Maini                |
|    | Italia (bandiera)    | D     | Lorenzo Melli              |
|    | Italia (bandiera)    | D     | Daniele Mori               |
|    | Spagna (bandiera)    | D     | Ruben Palomeque            |
|    | Italia (bandiera)    | C     | Erik Amedeo Ballardini     |
|    | Italia (bandiera)    | C     | Stefano Botta              |
|    | Italia (bandiera)    | C     | Marco Marchesi             |

| N. |                    | Ruolo | Calciatore             |
| -- | ------------------ | ----- | ---------------------- |
|    | Italia (bandiera)  | C     | Nicola Mingazzini      |
|    | Italia (bandiera)  | C     | Christian Monacizzo    |
|    | Italia (bandiera)  | C     | Matteo Nolè (capitano) |
|    | Italia (bandiera)  | C     | Niccolò Rosseti        |
|    | Italia (bandiera)  | A     | Niko Bianconi          |
|    | Italia (bandiera)  | A     | Jacopo Fanucchi        |
|    | Italia (bandiera)  | A     | Piergiuseppe Maritato  |
|    | Italia (bandiera)  | A     | Tommaso Pecchioli      |
|    | Italia (bandiera)  | A     | Demiro Pozzebon        |
|    | Italia (bandiera)  | A     | Federico Russo         |
|    | Brasile (bandiera) | A     | Francisco Sartore      |
|    | Italia (bandiera)  | A     | Giovanni Terrani       |
|    | Italia (bandiera)  | A     | Diego Vita             |
|    | Italia (bandiera)  | D     | Pierluigi Montanaro    |
|    | Italia (bandiera)  | C     | Andrea Bragadin        |
|    | Italia (bandiera)  | A     | Emiliano Fratini       |

## Calciomercato

### Sessione estiva(dal 01/07 al 31/08)
| Acquisti | Acquisti               | Acquisti             | Acquisti      |
| R.       | Nome                   | da                   | Modalità      |
| -------- | ---------------------- | -------------------- | ------------- |
| P        | Riccardo Ferrara       | Trapani              | prestito      |
| D        | Nii Nortey Ashong      | Latina               | definitivo    |
| D        | Alex Benvenga          | Messina              | definitivo    |
| D        | Filippo Lorenzini      | Sestri Levante       | definitivo    |
| D        | Marco Maini            | Bologna              | prestito      |
| D        | Lorenzo Melli          | Sestri Levante       | definitivo    |
| D        | Daniele Mori           | Udinese              | prestito      |
| C        | Erik Amedeo Ballardini | Santarcangelo        | definitivo    |
| C        | Marco Marchesi         | Sestri Levante       | definitivo    |
| C        | Christian Monacizzo    | Sestri Levante       | definitivo    |
| C        | Niccolò Rosseti        | Poggibonsi           | definitivo    |
| A        | Niko Bianconi          | Vicenza              | prestito      |
| A        | Jacopo Fanucchi        | Prato                | definitivo    |
| A        | Demiro Pozzebon        | Avellino             | definitivo    |
| A        | Francisco Sartore      | Mantova              | definitivo    |
| A        | Giovanni Terrani       | Monza                | definitivo    |
| A        | Diego Vita             | Villafranca Veronese | definitivo    |
| A        | Tommaso Pecchioli      | Jolly Montemurlo     | fine prestito |

| Cessioni | Cessioni             | Cessioni    | Cessioni       |
| R.       | Nome                 | a           | Modalità       |
| -------- | -------------------- | ----------- | -------------- |
| P        | Leandro Casapieri    | -           | fine contratto |
| P        | Edoardo Pazzagli     | Milan       | fine prestito  |
| D        | Andrea Calistri      | Pontedera   | fine contratto |
| D        | Thiago Cazé Da Silva | -           | fine contratto |
| D        | Giacomo Risaliti     | Empoli      | fine prestito  |
| D        | Marco Vittiglio      | Entella     | fine prestito  |
| C        | Leonardo Bianchi     | Empoli      | fine prestito  |
| C        | Elia Chianese        | Massese     | fine contratto |
| C        | Lorenzo Degeri       | Cremonese   | fine prestito  |
| C        | Fabrizio Lo Sicco    | Pistoiese   | fine contratto |
| C        | Biagio Pagano        | -           | fine contratto |
| C        | Samuele Pizza        | Pontedera   | fine contratto |
| C        | Salvatore Santeramo  | Bari        | fine prestito  |
| C        | Dennis Scapinello    | Varese      | fine prestito  |
| A        | Lorenzo Benedetti    | Prato       | fine prestito  |
| A        | Daniele Ferretti     | -           | fine contratto |
| A        | Francesco Forte      | Inter       | fine prestito  |
| A        | Tommaso Pecchioli    | Montecatini | prestito       |
| A        | Filip Raicevic       | Vicenza     | definitivo     |
| A        | Federico Russo       | Ghivizzano  | prestito       |
| A        | Luca Strizzolo       | Pordenone   | fine contratto |

### Fuori sessione
| Acquisti | Acquisti         | Acquisti | Acquisti   |
| R.       | Nome             | da       | Modalità   |
| -------- | ---------------- | -------- | ---------- |
| P        | Riccardo Mengoni | Vibonese | definitivo |

| Cessioni | Cessioni   | Cessioni | Cessioni                |
| R.       | Nome       | a        | Modalità                |
| -------- | ---------- | -------- | ----------------------- |
| A        | Diego Vita | -        | risoluzione consensuale |

### Sessione invernale
| Acquisti | Acquisti              | Acquisti   | Acquisti   |
| R.       | Nome                  | da         | Modalità   |
| -------- | --------------------- | ---------- | ---------- |
| P        | Federico Muratori     | Carrarese  | definitivo |
| D        | Errico Altobello      | Teramo     | definitivo |
| D        | Ruben Palomeque       | Bologna    | prestito   |
| C        | Stefano Botta         | svincolato | definitivo |
| A        | Piergiuseppe Maritato | Vicenza    | prestito   |

| Cessioni | Cessioni               | Cessioni       | Cessioni      |
| R.       | Nome                   | a              | Modalità      |
| -------- | ---------------------- | -------------- | ------------- |
| D        | Daniele Mori           | Udinese        | fine prestito |
| C        | Erik Amedeo Ballardini | Ghivizzano     | prestito      |
| C        | Niccolò Rosseti        | Viareggio 2014 | prestito      |

## Risultati

### Lega Pro

#### Girone di andata
| Arbitro: | Mei (Pesaro) |

|                       |           |  |
| Cellini 37’, 58’, 77’ | Marcatori |  |

| Arbitro: | Robilotta (Sala Consilina) |

|                                         |           |  |
| Pozzebon 33’ Fanucchi 45+1’ Terrani 54’ | Marcatori |  |

| Arbitro: | Pietropaolo (Modena) |

|           |           |              |
| Kouko 51’ | Marcatori | 16’ Fanucchi |

| Lucca 27 settembre 2015, ore 20:30 CEST 4ª giornata | Lucchese                | 0 – 0 referto | Siena | Stadio Porta Elisa (1.830 spett.)\| Arbitro: \| Luciano (Lamezia Terme) \| |
| Arbitro:                                            | Luciano (Lamezia Terme) |               |       |                                                                            |

| Arbitro: | Ranaldi (Tivoli) |

|              |           |                             |
| Calcagni 69’ | Marcatori | 47’ Capello 90+3’ Benedetti |

| Arbitro: | Piscopo (Imperia) |

|                |           |  |
| Sinigaglia 58’ | Marcatori |  |

| Arbitro: | Detta (Mantova) |

|                     |           |                           |
| Pozzebon 59’ (rig.) | Marcatori | 13’ Cognigni 30’ Lombardi |

| Arbitro: | Sprezzola (Mestre) |

|                               |           |              |
| Venitucci 90+3’ (rig.), 90+5’ | Marcatori | 71’ Benvenga |

| Arbitro: | Fiorini (Frosinone) |

|                    |           |  |
| Ragatzu 50’, 90+1’ | Marcatori |  |

| Arbitro: | Annaloro (Collegno) |

|                     |           |                                   |
| Bianconi 10’ (rig.) | Marcatori | 77’ Kabashi 90+4’ (rig.) Scappini |

| Arbitro: | Marinelli (Tivoli) |

|          |           |                   |
| Cori 54’ | Marcatori | 75’, 89’ Fanucchi |

| Arbitro: | Di Ruberto (Nocera Inferiore) |

|                                     |           |  |
| Monacizzo 86’ Pozzebon 90+4’ (rig.) | Marcatori |  |

| Arbitro: | Mastrodonato (Molfetta) |

|                       |           |             |
| Lores Varela 82’, 85’ | Marcatori | 68’ Terrani |

| Arbitro: | Schirru (Nichelino) |

|                                                |           |           |
| Fanucchi 45+1’ Terrani 48’ (rig.) Pozzebon 64’ | Marcatori | 45’ Moreo |

| Arbitro: | Guccini (Albano Laziale) |

|  |           |                        |
|  | Marcatori | 2’, 72’ (rig.) Terrani |

| Arbitro: | Panarese (Lecce) |

|                                            |           |              |
| Fanucchi 4’ Benvenga 7’ Terrani 53’ (rig.) | Marcatori | 59’ De Sousa |

| Arbitro: | De Tullio (Bari) |

|          |           |  |
| Cais 11’ | Marcatori |  |

#### Girone di ritorno
| Arbitro: | Robilotta (Sala Consilina) |

|             |           |             |
| Sartore 81’ | Marcatori | 12’ Finotto |

| Arbitro: | Provesi (Treviglio) |

|  |           |                          |
|  | Marcatori | 51’ Fanucchi 79’ Espeche |

| Arbitro: | Capone (Palermo) |

|                    |           |                  |
| Terrani 48’ (rig.) | Marcatori | 13’, 60’ Colombi |

| Arbitro: | Perotti (Legnano) |

|                     |           |            |
| Cori 52’ Cedric 84’ | Marcatori | 72’ Ashong |

| Prato 13 febbraio 2016, ore 17:30 CET 22ª giornata | Prato                     | 0 – 0 referto | Lucchese | Stadio Lungobisenzio (600 spett.)\| Arbitro: \| Lacagnina (Caltanissetta) \| |
| Arbitro:                                           | Lacagnina (Caltanissetta) |               |          |                                                                              |

| Lucca 20 febbraio 2016, ore 15:00 CET 23ª giornata | Lucchese         | 0 – 0 referto | Pistoiese | Stadio Porta Elisa (1.322 spett.)\| Arbitro: \| Andreini (Forlì) \| |
| Arbitro:                                           | Andreini (Forlì) |               |           |                                                                     |

| Arbitro: | Massimi (Termoli) |

|                                       |           |  |
| Di Ceglie 4’ Bussi 88’ Cognigni 90+3’ | Marcatori |  |

| Arbitro: | Fourneau (Roma 1) |

|              |           |           |
| Pozzebon 15’ | Marcatori | 79’ Ilari |

| Arbitro: | Tardino (Milano) |

|                           |           |  |
| Fanucchi 76’ Pozzebon 89’ | Marcatori |  |

| Arbitro: | Valiante (Nocera Inferiore) |

|                                         |           |                     |
| Della Latta 6’ Scappini 69’, 89’ (rig.) | Marcatori | 47’ (rig.) Pozzebon |

| Lucca 24 marzo 2016, ore 18:00 CET 28ª giornata | Lucchese           | 0 – 0 referto | Arezzo | Stadio Porta Elisa (1.385 spett.)\| Arbitro: \| Giovani (Grosseto) \| |
| Arbitro:                                        | Giovani (Grosseto) |               |        |                                                                       |

| Savona 2 aprile 2016, ore 15:00 CEST 29ª giornata | Savona             | 0 – 0 referto | Lucchese | Stadio Valerio Bacigalupo (665 spett.)\| Arbitro: \| Mantelli (Brescia) \| |
| Arbitro:                                          | Mantelli (Brescia) |               |          |                                                                            |

| Arbitro: | Baroni (Firenze) |

|              |           |          |
| Maritato 55’ | Marcatori | 27’ Çani |

| Arbitro: | Mei (Pesaro) |

|                                              |           |  |
| Cruciani 15’ Petrella 30’ Di Paolantonio 48’ | Marcatori |  |

| Arbitro: | Di Martino (Teramo) |

|                          |           |  |
| Terrani 19’ Pozzebon 26’ | Marcatori |  |

| Arbitro: | Mainardi (Bergamo) |

|                |           |                           |
| M. Mancini 74’ | Marcatori | 21’ Pozzebon 91’ Bragadin |

| Arbitro: | Paterna (Teramo) |

|                                               |           |                                                    |
| Fanucchi 27’, 33’ Pozzebon 28’ Bragadin 90+3’ | Marcatori | 23’, 45’ (rig.), 53’ Erpen 38’ Cavion 82’ Vitiello |

### Coppa Italia
| Arbitro: | Di Martino (Teramo) |

|                    |           |            |
| Floriano 24’, 102’ | Marcatori | 2’ Espeche |

### Coppa Italia Lega Pro

#### Fase a eliminazione diretta
| Arbitro: | Volpi (Arezzo) |

|                         |           |         |
| Balde 23’ Cherillo 100’ | Marcatori | 8’ Vita |

## Statistiche
Aggiornate all'8 maggio 2016.

### Statistiche di squadra
| Competizione          | Punti | In casa | In casa | In casa | In casa | In casa | In casa | In trasferta | In trasferta | In trasferta | In trasferta | In trasferta | In trasferta | Totale | Totale | Totale | Totale | Totale | Totale | DR |
| Competizione          | Punti | G       | V       | N       | P       | Gf      | Gs      | G            | V            | N            | P            | Gf           | Gs           | G      | V      | N      | P      | Gf     | Gs     | DR |
| --------------------- | ----- | ------- | ------- | ------- | ------- | ------- | ------- | ------------ | ------------ | ------------ | ------------ | ------------ | ------------ | ------ | ------ | ------ | ------ | ------ | ------ | -- |
| Lega Pro              | 39    | 17      | 6       | 6       | 5       | 26      | 18      | 17           | 4            | 3            | 10           | 13           | 25           | 34     | 10     | 9      | 15     | 39     | 43     | -4 |
| Coppa Italia          |       | -       | -       | -       | -       | -       | -       | 1            | 0            | 0            | 1            | 1            | 2            | 1      | 0      | 0      | 1      | 1      | 2      | -1 |
| Coppa Italia Lega Pro |       | -       | -       | -       | -       | -       | -       | 1            | 0            | 0            | 1            | 1            | 2            | 1      | 0      | 0      | 1      | 1      | 2      | -1 |
| Totale                |       | 17      | 6       | 6       | 5       | 26      | 18      | 19           | 4            | 3            | 12           | 15           | 29           | 36     | 10     | 9      | 17     | 41     | 47     | -6 |

### Andamento in campionato
| Giornata  | 1  | 2 | 3 | 4 | 5  | 6  | 7  | 8  | 9  | 10 | 11 | 12 | 13 | 14 | 15 | 16 | 17 | 18 | 19 | 20 | 21 | 22 | 23 | 24 | 25 | 26 | 27 | 28 | 29 | 30 | 31 | 32 | 33 | 34 |
| --------- | -- | - | - | - | -- | -- | -- | -- | -- | -- | -- | -- | -- | -- | -- | -- | -- | -- | -- | -- | -- | -- | -- | -- | -- | -- | -- | -- | -- | -- | -- | -- | -- | -- |
| Luogo     | T  | C | T | C | C  | T  | C  | T  | T  | C  | T  | C  | T  | C  | T  | C  | T  | C  | T  | C  | T  | T  | C  | T  | C  | C  | T  | C  | T  | C  | T  | C  | T  | C  |
| Risultato | P  | V | N | N | P  | P  | P  | P  | P  | P  | V  | V  | P  | V  | V  | V  | P  | N  | V  | P  | P  | N  | N  | P  | N  | V  | P  | N  | N  | N  | P  | V  | V  | P  |
| Posizione | 16 | 6 | 5 | 7 | 13 | 14 | 15 | 16 | 16 | 16 | 16 | 15 | 16 | 14 | 11 | 9  | 10 | 11 | 8  | 10 | 9  | 10 | 10 | 11 | 11 | 10 | 10 | 11 | 12 | 10 | 12 | 11 | 10 | 13 |

Fonte:  GIRONE B STATISTICA, su lega-pro.com.
Legenda:

Luogo: C = Casa; T = Trasferta. Risultato: V = Vittoria; N = Pareggio; P = Sconfitta.

### Statistiche dei giocatori
In campionato sono stati utilizzati 30 giocatori, 39 reti si state segnate da 12 giocatori distinti. In corsivo i giocatori ceduti a stagione in corso.
| Giocatore       | Lega Pro | Lega Pro | Lega Pro    | Lega Pro   | Coppa Italia | Coppa Italia | Coppa Italia | Coppa Italia | Coppa Italia Lega Pro | Coppa Italia Lega Pro | Coppa Italia Lega Pro | Coppa Italia Lega Pro | Totale   | Totale | Totale      | Totale     |
| Giocatore       | Presenze | Reti     | Ammonizioni | Espulsioni | Presenze     | Reti         | Ammonizioni  | Espulsioni   | Presenze              | Reti                  | Ammonizioni           | Espulsioni            | Presenze | Reti   | Ammonizioni | Espulsioni |
| --------------- | -------- | -------- | ----------- | ---------- | ------------ | ------------ | ------------ | ------------ | --------------------- | --------------------- | --------------------- | --------------------- | -------- | ------ | ----------- | ---------- |
| G. Di Masi      | 28       | -33      | 3           | 0          | 1            | -2           | 0            | 0            | 0                     | 0                     | 0                     | 0                     | 29       | -35    | 3           | 0          |
| R. Ferrara      | 1        | -5       | 0           | 0          | 0            | 0            | 0            | 0            | 0                     | 0                     | 0                     | 0                     | 1        | -5     | 0           | 0          |
| R. Mengoni      | 5        | -5       | 0           | 0          | -            | -            | -            | -            | 1                     | -2                    | 0                     | 0                     | 6        | -7     | 0           | 0          |
| E. Altobello    | 6        | 0        | 0           | 0          | -            | -            | -            | -            | -                     | -                     | -                     | -                     | 6        | 0      | 0           | 0          |
| N.N. Ashong     | 20       | 1        | 2           | 0          | 1            | 0            | 0            | 0            | 1                     | 0                     | 1                     | 0                     | 22       | 1      | 3           | 0          |
| A. Benvenga     | 30       | 2        | 6           | 1          | -            | -            | -            | -            | 0                     | 0                     | 0                     | 0                     | 30       | 2      | 6           | 1          |
| R. Calcagni     | 28       | 1        | 4           | 0          | 1            | 0            | 0            | 0            | 1                     | 0                     | 0                     | 0                     | 30       | 1      | 4           | 0          |
| M. Espeche      | 34       | 1        | 1           | 0          | 1            | 1            | 0            | 0            | 1                     | 0                     | 0                     | 0                     | 36       | 2      | 1           | 0          |
| F. Lorenzini    | 17       | 0        | 6           | 0          | 1            | 0            | 1            | 0            | 1                     | 0                     | 0                     | 0                     | 19       | 0      | 7           | 0          |
| M. Maini        | 15       | 0        | 3           | 0          | 0            | 0            | 0            | 0            | -                     | -                     | -                     | -                     | 15       | 0      | 3           | 0          |
| L. Melli        | 4        | 0        | 2           | 0          | 1            | 0            | 0            | 0            | 1                     | 0                     | 1                     | 0                     | 6        | 0      | 3           | 0          |
| D. Mori         | 7        | 0        | 3           | 1          | -            | -            | -            | -            | -                     | -                     | -                     | -                     | 7        | 0      | 3           | 1          |
| R. Palomeque    | 7        | 0        | 0           | 0          | -            | -            | -            | -            | -                     | -                     | -                     | -                     | 7        | 0      | 0           | 0          |
| E.A. Ballardini | 2        | 0        | 0           | 0          | 1            | 0            | 1            | 0            | 1                     | 0                     | 1                     | 0                     | 4        | 0      | 2           | 0          |
| S. Botta        | 18       | 0        | 3           | 0          | -            | -            | -            | -            | -                     | -                     | -                     | -                     | 18       | 0      | 3           | 0          |
| M. Marchesi     | 7        | 0        | 0           | 0          | 1            | 0            | 0            | 0            | 1                     | 0                     | 1                     | 0                     | 9        | 0      | 1           | 0          |
| N. Mingazzini   | 26       | 0        | 9           | 0          | 1            | 0            | 0            | 0            | 0                     | 0                     | 0                     | 0                     | 27       | 0      | 9           | 0          |
| C. Monacizzo    | 28       | 1        | 5           | 0          | 1            | 0            | 0            | 0            | 1                     | 0                     | 0                     | 0                     | 30       | 1      | 5           | 0          |
| M. Nolè         | 29       | 0        | 8           | 0          | 1            | 0            | 1            | 0            | 0                     | 0                     | 0                     | 0                     | 30       | 0      | 9           | 0          |
| N. Rosseti      | 9        | 0        | 0           | 0          | 1            | 0            | 0            | 0            | 1                     | 0                     | 0                     | 0                     | 11       | 0      | 0           | 0          |
| N. Bianconi     | 18       | 1        | 1           | 1          | 0            | 0            | 0            | 0            | 1                     | 0                     | 1                     | 0                     | 19       | 1      | 2           | 1          |
| J. Fanucchi     | 31       | 10       | 10          | 1          | 1            | 0            | 0            | 0            | 0                     | 0                     | 0                     | 0                     | 32       | 10     | 10          | 1          |
| P. Maritato     | 11       | 1        | 0           | 0          | -            | -            | -            | -            | -                     | -                     | -                     | -                     | 11       | 1      | 0           | 0          |
| T. Pecchioli    | -        | -        | -           | -          | 1            | 0            | 0            | 0            | -                     | -                     | -                     | -                     | 1        | 0      | 0           | 0          |
| D. Pozzebon     | 28       | 10       | 3           | 1          | 0            | 0            | 0            | 0            | 1                     | 0                     | 0                     | 0                     | 29       | 10     | 3           | 1          |
| F. Russo        | -        | -        | -           | -          | 0            | 0            | 0            | 0            | -                     | -                     | -                     | -                     | 0        | 0      | 0           | 0          |
| F. Sartore      | 17       | 1        | 1           | 0          | -            | -            | -            | -            | 0                     | 0                     | 0                     | 0                     | 17       | 1      | 1           | 0          |
| G. Terrani      | 32       | 8        | 6           | 0          | 0            | 0            | 0            | 0            | 1                     | 0                     | 1                     | 1                     | 33       | 8      | 7           | 1          |
| D. Vita         | 7        | 0        | 2           | 0          | 0            | 0            | 0            | 0            | 1                     | 1                     | 1                     | 1                     | 8        | 1      | 3           | 1          |
| P. Montanaro    | 1        | 0        | 0           | 0          | 0            | 0            | 0            | 0            | -                     | -                     | -                     | -                     | 1        | 0      | 0           | 0          |
| A. Bragadin     | 6        | 2        | 0           | 0          | -            | -            | -            | -            | -                     | -                     | -                     | -                     | 6        | 2      | 0           | 0          |
| E. Fratini      | 1        | 0        | 0           | 0          | -            | -            | -            | -            | -                     | -                     | -                     | -                     | 1        | 0      | 0           | 0          |